# 乌克兰第105独立国土防御旅
第105独立国土防御旅（烏克蘭語： 105-та окрема бригада територіальної оборони）是烏克蘭國土防禦部隊下轄的一個部隊，司令部位於捷爾諾波爾州。它受西方作战指挥部指揮。

## 历史
2018年6月27日，第105独立国土防御旅在捷爾諾波爾州成立。  8月2日，200多名预备役军人在博爾希夫训练。 11月，該旅舉辦了一場征兵活動。  2019年2月 、3月，该旅举行軍事演习。

### 俄乌战争

#### 2022年俄罗斯入侵乌克兰
3月4日，捷爾諾波爾州州長宣布第105独立国土防御旅已满员。该旅士兵的任务是負責保卫关键基础设施、设置路障并帮助郵遞員发放养老金。  8月，旅部被部署到烏克蘭东部與俄軍作战。 